# Municipio Simón Bolívar (Miranda)
Simón Bolívar es uno de los 21 municipios autónomos en los que se divide el Estado Miranda, Venezuela ubicado en la parte suroeste de esta entidad federal, se divide en dos parroquias San Antonio de Yare y San Francisco de Yare siendo su capital, la localidad de San Francisco de Yare, posee una extensión de 131 km² y una población de 42 597 habitantes según el censo de 2023. El municipio logró separarse en 1989 del entonces Distrito Lander hoy Municipio Lander.

## Geografía
El municipio se caracteriza por una extensa planicie con elevaciones que no superan los 250 metros sobre el nivel del mar, lo que le confiere un relieve predominantemente llano, adecuado para actividades agrícolas e industriales.
Este territorio es atravesado por el río Tuy, uno de los principales cursos de agua del centro-norte del país, aunque su estado de conservación ha sido objeto de preocupación debido a su alto nivel de contaminación, especialmente en tramos cercanos a núcleos urbanos e industriales.
Dentro de sus límites se encuentran dos importantes embalses de agua potable: el Embalse Lagartijo y el Embalse Quebrada Seca, ambos destinados al abastecimiento hídrico de zonas urbanas y rurales en los alrededores.
El clima es cálido y húmedo, típico de las tierras bajas del centro del país, con una vegetación variada que incluye selvas y sabanas, lo que configura un paisaje de transición entre zonas boscosas y espacios abiertos.

## Economía
Se caracteriza por su agricultura y la ganadería, con cultivos como cacao, caña de azúcar, maíz y café. La actividad avícola y la ganadería bovina, ovina y porcina también son importantes. Además, las industrias en las que se destacan la producción de plásticos, pinturas, lácteos y electrodomésticos.

### Turismo
El municipio tiene un gran potencial turístico, principalmente en su tradición de los Diablos Danzantes, una festividad cultural y patrimonial reconocida. Además se cuenta con paisajes naturales, como el Embalse Lagartijo, que ofrecen la oportunidad de disfrutar de la naturaleza.

## Política y gobierno

### Poder Ejecutivo Municipal
Con las reformas iniciadas entre 1988 y 1989 se permitió la elección directa de los alcaldes del municipio Simón Bolívar por el voto de los ciudadanos: está representado por 3 niveles a nivel territorial. municipal, estadal, y nacional. ejecuta las decisiones del poder público, gobierna y administra el estado, cumple y hace cumplir las leyes, además de proponer leyes.

### Alcaldes
|  | 51.11 % |

|  | 38,13 % |

|  | 30,33 % |

|  | 32,44 % |

|  | 69,63 % |

|  | 63,10 % |

|  | 88,61 % |

|  | 54,47 % |

|  | 64.43 % |

### Concejo municipal
Período 1989 - 1992
| Concejales:      | Partido político / Alianza |
| ---------------- | -------------------------- |
| César Espinoza   | AD                         |
| Luis González    | AD                         |
| Román Sierralta  | AD                         |
| Juan Vegas       | AD                         |
| Carlos Machado   | COPEI                      |
| Tania Flores     | COPEI                      |
| William González | MAS                        |

Período 1992 - 1995
| Concejales:     | Partido político / Alianza |
| --------------- | -------------------------- |
| Luis Rivas      | COPEI                      |
| Jesús Mirabal   | COPEI                      |
| José Alarcón    | COPEI                      |
| José Pérez      | COPEI                      |
| Luis Gonzalez   | AD                         |
| Ramón Fernández | AD                         |
| Kennedt Angulo  | MYM                        |

Período 1995 - 2000
| Concejales:     | Partido político / Alianza |
| --------------- | -------------------------- |
| Luis Rivas      | COPEI                      |
| José Medina     | COPEI                      |
| Carlos Delgado  | COPEI                      |
| Carlos Espinoza | SIGLO XXI                  |
| Roberto Gil     | SIGLO XXI                  |
| Ana Zambrano    | AD                         |
| Saúl Yánez      | YARE PRIMERO               |

Período 2000 - 2005
| Concejales:     | Partido político / Alianza |
| --------------- | -------------------------- |
| Jesús Vargas    | MVR                        |
| Cesar Méndez    | MVR                        |
| Gonzalo Lara    | MVR                        |
| Rogelio Duranti | MVR                        |
| Saúl Yánez      | PPT                        |
| Jorge Mirabal   | COPEI                      |
| Vicente Díaz    | PRVZL                      |

Período 2005 - 2013
| Concejales:        | Partido político / Alianza |
| ------------------ | -------------------------- |
| Pedro Añez         | MVR                        |
| Yuraima Sanabria   | MVR                        |
| Ramon Campos       | MVR                        |
| Francisco Villegas | MVR                        |
| Tibisay Hernández  | MVR                        |
| Saúl Yánez         | PPT                        |
| Crisanta Cañongo   | PRVZL                      |

Período 2013 - 2018
| Concejales      | Partido político / Alianza |
| --------------- | -------------------------- |
| Salvador Medina | PSUV                       |
| Reina Paredes   | PSUV                       |
| Jose Pérez      | PSUV                       |
| Luis Montañez   | PSUV                       |
| Polis Madera    | PSUV                       |
| Wuilmer Lizcano | PSUV                       |
| Miguel Laya     | PSUV                       |

Período 2018 - 2021
| Concejales          | Partido político / Alianza |
| ------------------- | -------------------------- |
| Feliciano Gonzalez  | PSUV                       |
| Dignoris Duran      | PSUV                       |
| Betsy Piña          | PSUV                       |
| Carlos Reyes        | PSUV                       |
| Jofran López        | PSUV                       |
| Wuilmer Lizcano     | PSUV                       |
| Mariangel Rodríguez | PSUV                       |

Período 2021 - 2025
| Concejales             | Partido político / Alianza |
| ---------------------- | -------------------------- |
| Silvestre Alvarez      | PSUV                       |
| Leydi Mar Hernandez    | PSUV                       |
| Lisbeth Alvarez        | PSUV                       |
| Luis Carlos Villanueva | PSUV                       |
| Betsy Piña             | PSUV                       |
| Gredy España           | TUPAMARO                   |
| Alvaro Lara            | FV                         |

Periodo 2025 - 2029
| Concejales         | Partido político / Alianza |
| ------------------ | -------------------------- |
| Wuilmer Lizcano    | GPPSM                      |
| José Ramos         | GPPSM                      |
| Jorge Mota         | GPPSM                      |
| Wilson Díaz        | GPPSM                      |
| Lourdes Valentiner | GPPSM                      |
| Fernando Palma     | GPPSM                      |
| Hector Mijares     | GPPSM                      |